# Штумме, Георг
Георг Штумме (нем. Georg Stumme; 29 июля 1886, Хальберштадт — 24 октября 1942, Эль-Аламейн) — германский военачальник периода Второй мировой войны, генерал танковых войск (1 июня 1940 года).

## Биография

### Начало военной службы
19 марта 1906 года Штумме вступил во 2-й Верхнесилезский полевой артиллерийский полк № 57 в качестве фанен-юнкера. Участвовал в Первой мировой войне, с 18 октября 1915 года — капитан. Служил в качестве начальника батареи и офицера генерального штаба.
После окончания войны Штумме служил в рейхсвере. Там он работал в штабе 3-й кавалерийской дивизии сначала в Касселе, а затем с мая 1925 года в Веймаре после её передислокации. Здесь Штумме 1 октября 1926 года получил звание майора. 10 февраля 1930 года переведён в штаб 2-го (Прусского) кавалерийского полка в Остероде. 1 февраля 1931 года ему было присвоено звание подполковника с передачей 1 октября командования 1-м (прусским) кавалерийским полком в Тильзите.
С 1933 года — полковник, с 1936 года — генерал-майор. С 1938 года — генерал-лейтенант и командир 2-й лёгкой дивизии, с которой участвовал в Польской кампании. 18 октября 1939 года 2-я лёгкая дивизия была переформирована в 7-ю танковую дивизию.

### Франция
15 февраля 1940 года сдал командование 7-й танковой дивизией генералу Роммелю и назначен командиром 40-го моторизованного корпуса, с которым участвовал во Французской кампании, стал кавалером Рыцарского креста ордена Железного креста. 1 июня 1940 года получил звание генерала кавалерии (позже именовался генералом танковых войск).

### Югославия
В Балканской кампании 1941 года 40-й корпус в составе 12-й армии участвовал в боях против Югославии.

### СССР
С августа 1941 года — на советско-германском фронте, участвовал в нанесении поражения советским войскам в районе Великих Лук, осенью—зимой 1941 года в составе 4-й танковой группы участвовал в наступлении на Москву, затем в оборонительных боях под Москвой.
Арест и суд
19 июня 1942 года, за несколько дней до запланированного начала немецкого летнего наступления, произошёл  примечательный инцидент: офицеру генерального штаба 23-й танковой дивизии майору Райхелю пришлось совершить вынужденную посадку в тылу противника на своем Fieseler Storch. В результате, в руки Красной Армии попали карты и планы первого этапа операции «Блау». Штумме, его начальник штаба полковник Герхард Франц и командир 23-й танковой дивизии генерал-лейтенант Ганс фон Бойнебург были признаны ответственными за утрату секретных документов. В июле все трое были освобождены от своих должностей, заключены в тюрьму и вскоре после этого предстали перед военным трибуналом под председательством Германа Геринга. Штумме был приговорён к 5 годам тюремного заключения, однако благодаря заступничеству главнокомандующего группой армий «Юг» генерал-фельдмаршала Федора фон Бока помилован Гитлером и отчислен в резерв.

### Северная Африка
22 сентября 1942 года был направлен в Северную Африку, где сменил заболевшего генерал-фельдмаршала Роммеля на посту командующего танковой армией «Африка». Став новым главнокомандующим, он сразу же приступил к реорганизации обороны в духе отсутствующего Роммеля. Он пытался улучшить диалог с итальянским командованием и решить проблемы, в том числе по регулированию дорожного движения.

### Гибель
24 октября 1942 года, вскоре после начала второй битвы при Эль-Аламейне Штумме вместе с офицером армейской разведки полковником Бюхтингом отправился на фронт, чтобы получить представление о ситуации. В отличие от Роммеля, у него не было эскорта или радиомашины. По дороге к командному пункту 90-й лёгкой дивизии машина была обстреляна английским самолётом. Бюхтинг умер от попадания в голову, а Штумме от сердечного приступа. Генерал на полном ходу выпал из машины. Тело нашли  только на следующий день при поиске раненых.

## Награды
- Железный крест (1914) 2-го и 1-го класса (Королевство Пруссия)
- Крест «За заслуги на войне» (Герцогство Саксен-Мейнинген)
- Нагрудный знак «За ранение» (1918) чёрный
- Почётный крест Первой мировой войны 1914/1918 с мечами
- Пряжка к Железному кресту (1939) 2-го и 1-го класса
- Рыцарский крест Железного креста (19 июля 1940)

### Комментарии
1. ↑  Сталин, когда ему доложили о захваченных бумагах, посчитал их дезинформацией и не внес изменений в диспозицию Воронежского фронта. В результате этого промаха Сталина части 4-й танковой армии вермахта совершили стремителный прорыв и нанесли ряд тяжелых поражений танковым корпусам РККА.